# 補導
補導（ほどう）とは、少年の非行を抑止するために適切な措置を講ずることをいう。

## 概要
主に少年について用いられることが多いが、売春婦に対しても用いられていた時期も存在していた。

### 少年
「少年の逸脱的な非行行為に関する少年警察活動要綱」（昭和35年警察庁次長通達）の中で、補導の概念を「非行の防止と少年の福祉を図るための警察活動の総称」として使用している。その活動内容としては、非行少年の発見活動、発見した少年等についての捜査、調査、関係機関への送致または通告、家族や職場への連絡、注意、助言などがある。
2006年に、奈良県では「奈良県少年補導に関する条例」が制定されている。条例では、喫煙、飲酒、公営競技投票券購入、売春、暴力行為の恐れ、凶器所持、金品要求行為、金品無断持出行為、不純異性交遊、暴走行為、薬物乱用、家出、暴力団や暴走族との交際などに該当する少年に対し、警察官が不良行為少年として補導できると規定されている。しかし、奈良県以外では補導には明確な要件や手続きが定められておらず、警察の恣意的な判断による補導も多く、誤認補導が多いとの指摘や未成年者の権利を不当に侵害する制度だという指摘もある。また、深夜徘徊、家出の場合は補導とはならず、注意だけとなる場合もある。何かしらの原因があった場合に注意だけとなる場合が多い。
なお、地域によっては教育委員会や少年センターなどがパトロールをし街頭指導を行うこともあるが、こちらは補導ではない。警察官の補導と違い強制力はない（警察官職務執行法のような法的根拠は無く名前を聞き出したり身柄を拘束する権限はない）ので無視しても問題ない。

### 売春婦
1957年4月1日に施行された売春防止法では20歳以上の売春婦に対する補導処分が2024年3月31日まで規定されていた。
売春防止第5条では売春をする目的で、公衆の目に触れるような方法で勧誘をしたり、客待ちをしたり、あるいは公共の場所で人につきまとったりする等の街娼をした満20歳以上の女子に対する刑事罰が規定されているが、2024年3月31日までの売春防止法第17条によって執行猶予付きの自由刑判決が出た際には、その者を補導処分に付することができた。
補導処分は社会復帰にあたり、再び売春を行うことなく自立するための指導が必要とみなされた場合に付され、補導処分に付された者は、婦人補導院に収容し、その更生のために必要な補導を行うとしていた。期間は売春防止法第18条で6か月以内と定められていた。
婦人補導院法第2条では婦人補導院における補導は「規律ある生活のもとで、在院者を社会生活に適応させるために必要な生活指導及び職業の補導を行い、並びにその更生の妨げとなる心身の障害に対する医療を行う」「在院者の個性、心身の状況、家庭その他の環境等を考慮して、その者に最もふさわしい方法で行わなければならない」と規定されていた。
2022年5月25日に公布された困難女性支援法（令和4年法律第52号）附則第4条の規定によって売春防止法が改正され、2024年4月1日から補導処分が廃止となった。

## 関連図書
- 少年育成[リンク切れ]